# Lobelia gouldii
Lobelia gouldii är en klockväxtart som beskrevs av William Vincent Fitzgerald. Lobelia gouldii ingår i släktet lobelior, och familjen klockväxter.
Artens utbredningsområde är Victoria. Inga underarter finns listade i Catalogue of Life.